# 劉守仁 (1957年)
劉守仁（1957年－），中華民國空軍中將、政大戰略碩士、文史工作者、博物館志工，臺南市仁德區人，現任空軍軍史館解說志工、中央軍校校友總會秘書長，曾任中國國民黨黃復興黨部副主委、國防部總督察長、空軍副司令、空軍參謀長、空軍政戰主任、空軍教準部指揮官、前國防部長李天羽辦公室副主任、空軍427聯隊長、參謀本部聯準室副主任，畢業於空軍官校69年班、政大碩士，為民主進步黨主政時代前國防部長李天羽、馮世寬兩人愛將，2017年8月1日退伍，目前在空軍軍史館當志工兼解說員，積極投入空軍文資保存蒐集，也時常投書媒體撰文支持馮世寬任內的國防政策。

## 荣誉

### 中华民国勋章奖章
- 光华甲种一等奖章（2017年7月24日于台北颁授[4]）